# Sunrise Township
Sunrise Township è una township della Chisago County, in Minnesota, Stati Uniti.
La sua popolazione secondo il censimento dell'anno 2000 è di 1.594 abitanti.
La località - situata a nord di Minneapolis e St. Paul e a breve distanza dal confine di stato con il Wisconsin - ha dato i natali all'attore cinematografico interprete di numerosi western e film bellici Richard Widmark.